# NOW 9
Now (That's What I Call Music 9) er et dansk opsamlingsalbum udgivet 17. september 2004 i kompilation-serien NOW Music.

## Spor
1. Maroon 5: "This Love"
2. OutKast: "Roses"
3. George Michael: "Flawless"
4. Nik & Jay: "En Dag Tilbage"
5. Usher: "Burn"
6. Maria Mena: "You're The Only One"
7. Bombay Rockers: "Rock Tha Party"
8. Ana: "We Are"
9. The Black Eyed Peas: "Hey Mama"
10. Anastacia: "Sick And Tired"
11. Britney Spears: "Everytime"
12. C21: "All That I Want"
13. Burhan G: "Take You Home"
14. Big Fat Snake: "Sittin' In A Window"
15. Dido: "Don't Leave Home"
16. Kelis: "Trick Me"
17. Swan Lee: "Love Will Keep You Warm"
18. Scissor Sisters: "Take Your Mama"
19. O-Zone: "Dragostea Din Tei"